# پلیس سلطنتی هند
 پلیس سلطنتی هند  (به انگلیسی: Indian Imperial Police) یا پلیس سلطنتی (به انگلیسی: Imperial Police)، مسئول حفظ امنیت اجتماعی راج بریتانیا بود. در سال ۱۹۴۸ و پس از استقلال هند از امپراتوری بریتانیا، پلیس سلطنتی منحل و با پلیس هند جایگزین شد.
جُرج اُروِل، نویسندهٔ مشهور انگلیسی، در طول دههٔ ۱۹۲۰ میلادی در پلیس سلطنتی هند در برمه خدمت می‌کرد. در آن دوران، برمه، استانی در هند بریتانیا بود.